# Pediobius balyanae
Pediobius balyanae är en stekelart som beskrevs av Boucek 1977. Pediobius balyanae ingår i släktet Pediobius och familjen finglanssteklar.
Artens utbredningsområde är Madagaskar. Inga underarter finns listade i Catalogue of Life.